# Харбинский политехнический университет
Харбинский политехнический университет (кит. трад. 哈爾濱工業大學, упр. 哈尔滨工业大学, пиньинь Hāěrbīn Gōngyè Dàxué, английское сокращение HIT) — государственный университет в Харбине, провинция Хэйлунцзян, КНР. Количество студентов — около 25 тысяч, получающих послевузовское образование — 12 тысяч.

## История

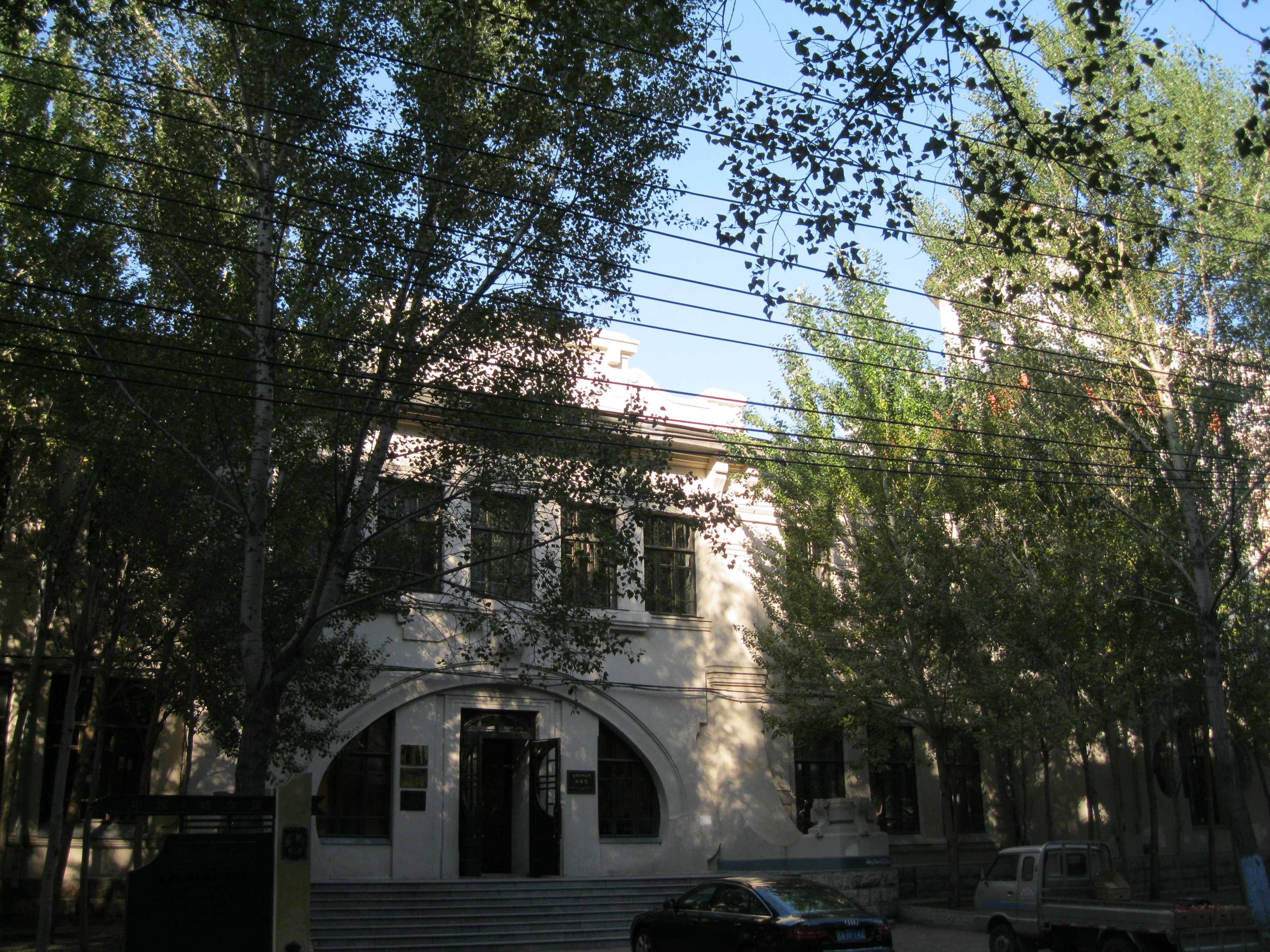
Здание Русско-китайской школы (бывш. консульство Российской империи), в которой сейчас располагается Музей Харбинского политехнического университета.
Август 2012 г.

Харбинский политехнический институт был основан в 1920 году русскими как Русско-китайская школа для подготовки специалистов в сфере железнодорожного транспорта и была организована на основе российских образовательных стандартов. Школа готовила инженеров по двум направлениям: «Железнодорожное строительство» и «Электрические машины, машиностроение». 2 апреля 1922 года Школа была переименована и стала называться Российско-китайский промышленный институт.
Здесь учились многие выдающиеся люди дальневосточной эмиграции.

## Ректоры
1. Чжоу Юй
2. 1925-1928   Устругов, Леонид Александрович

## Известные выпускники
Лундстрем Олег Леонидович — советский и российский джазмен, композитор и дирижёр.